# Guy Fransen
Guy Fransen (1959) is een Belgisch journalist en redacteur.

## Levensloop
Fransen begon zijn journalistieke carrière in september 1981 als freelance reporter voor Het Laatste Nieuws, in februari 1984 ging hij bij deze krant aan de slag als politiek journalist. In mei 1989 maakte hij voor dezelfde functie de overstap naar Gazet van Antwerpen om in juli 1995 aan de slag te gaan bij Het Nieuwsblad. Bij deze krant was hij achtereenvolgens politiek redacteur,'regiochef Antwerpen', 'chef regio Brabant-Antwerpen-Limburg' en 'chef nieuwsdienst'. Vervolgens maakte hij de overstap naar zusterkrant De Standaard waar hij 'chef Binnenland' en 'Senior Writer' werd. 
Op 6 september 2007 volgde hij Elke Colpaert op als adjunct-hoofdredacteur van Het Nieuwsblad. In januari 2008 volgde hij Hans Hellemans op als voorzitter van VVJ Antwerpen-Limburg. In oktober 2009 volgde hij samen met Geert Dewaele ad interim Michel Vandersmissen op als hoofdredacteur van Het Nieuwsblad. Na het ontslag van Geert Dewaele in september 2011 werd hij alleen hoofdredacteur van deze krant.
In juni 2013 werd hij onderscheiden met de titel 'ridder van de Vrije Poolse natie' door toenmalig Pools president Bronisław Komorowski voor zijn deelname aan de hulptransporten naar de communistische Volksrepubliek Polen in de jaren 80. In november van datzelfde jaar werd hij chef SportWereld. Als hoofdredacteur van Het Nieuwsblad werd hij opgevolgd door Liesbeth Van Impe en Pascal Weiss.
Hij is gehuwd met CD&V-politica Nahima Lanjri met wie hij een dochter heeft.